# جاکوس
جاکوس (به صربی: Đakus) یک منطقهٔ مسکونی در صربستان است که در ژیتوراجا واقع شده‌است. جاکوس ۹۰۴ نفر جمعیت دارد.